# Liste der Straßen und Brücken in Hamburg-Farmsen-Berne

Lage von Farmsen-Berne in Hamburg und im Bezirk Hamburg-Wandsbek (hellrot)

Die Liste der Straßen und Brücken in Hamburg-Farmsen-Berne ist eine Übersicht der im Hamburger Stadtteil Farmsen-Berne vorhandenen Straßen und Brücken. Sie ist Teil der Liste der Verkehrsflächen in Hamburg.

## Überblick
In Farmsen-Berne (Ortsteilnummer 514) leben 38624 Einwohner (Stand: 31. Dezember 2023) auf 8,2 km². Farmsen-Berne liegt in den Postleitzahlenbereichen 22145, 22159 und 22175.
In Farmsen-Berne gibt es 153 benannte Verkehrsflächen, darunter vier Brücken. Folgende Motivgruppen finden sich im Stadtteil (siehe Spalte „Anmerkungen“):
- „Pferdesport“ (rund um die ehemalige Trabrennbahn Farmsen)
- „Pelztiere“ (zwischen Pezolddamm und Neusurenland)
- „Swebendorf“ (zwischen Neusurenland und Am Luisenhof)

## Übersicht der Straßen
Die nachfolgende Tabelle gibt eine Übersicht über alle benannten Verkehrsflächen – Straßen, Plätze und Brücken – im Stadtteil sowie einige dazugehörige Informationen. Im Einzelnen sind dies:
- Name/Lage: aktuelle Bezeichnung der Straße, des Platzes oder der Brücke. Über den Link (Lage) kann die Straße, der Platz oder die Brücke auf verschiedenen Kartendiensten angezeigt werden. Die Geoposition gibt dabei ungefähr die Mitte an. Bei längeren Straßen, die durch zwei oder mehr Stadtteile führen, kann es daher sein, dass die Koordinate in einem anderen Stadtteil liegt.
- Straßenschlüssel: amtlicher Straßenschlüssel, bestehend aus einem Buchstaben (Anfangsbuchstabe der Straße, des Platzes oder der Brücke) und einer dreistelligen Nummer.
- Länge/Maße in Metern:
Hinweis: Die in der Übersicht enthaltenen Längenangaben sind nach mathematischen Regeln auf- oder abgerundete Übersichtswerte, die im Digitalen Atlas Nord[1] mit dem dortigen Maßstab ermittelt wurden. Sie dienen eher Vergleichszwecken und werden, sofern amtliche Werte bekannt sind, ausgetauscht und gesondert gekennzeichnet.
Bei Plätzen sind die Maße in der Form a × b bei rechteckigen Anlagen oder a × b × c bei dreiecksförmigen Anlagen mit a als längster Kante dargestellt.
Der Zusatz (im Stadtteil) gibt an, wie lang die Straße innerhalb des Stadtteils ist, sofern sie durch mehrere Stadtteile verläuft.
- Namensherkunft: Ursprung oder Bezug des Namens.
- Datum der Benennung: Jahr der offiziellen Benennung oder der Ersterwähnung eines Namens, bei Unsicherheiten auch die Angabe eines Zeitraums.
- Anmerkungen: Weitere Informationen bezüglich anliegender Institutionen, der Geschichte der Straße, historischer Bezeichnungen, Baudenkmale usw.
- Bild: Foto der Straße oder eines anliegenden Objektes.

| Name/Lage                       | Straßen- schlüssel | Länge/Maße (in Metern) | Namensherkunft | Datum der Benennung | Anmerkungen | Bild                            |
| ------------------------------- | ------------------ | ---------------------- | --- | ------------------- | --- | ------------------------------- |
| Am Berner Wald (Lage)           | A194               | 0300                   | nach der Funktion zum Berner Wald führend | 1934                | westliche Straßenhälfte in Sasel | Am Berner Wald                  |
| Am Dornberg (Lage)              | A652               | 0415                   | nach einem Flurnamen | 1990                | | Am Dornberg                     |
| Am Luisenhof (Lage)             | A290               | 1490                   | nach der Funktion zum ehemaligen Luisenhof (früher Lohhof) führend                                                                                 | 1927                | | Am Luisenhof                    |
| An der Berner Au (Lage)         | A394               | 0985                   | nach der Lage an der Berner Au | 1957                | | An der Berner Au                |
| An der Walddörferbahn (Lage)    | A625               | 0305                   | nach der Lage an der Walddörferbahn | 1983                | | An der Walddörferbahn           |
| Andreasweg (Lage)               | A428               | 0410                   | Andreas Langbein (1830–1906), erster Besitzer eines dort früher gelegenen Bauernhofes                                                              | 1919                | nördliche Straßenhälfte zwischen Meiendorfer Mühlenweg und der Abknickung nach Süden in Sasel, sonst in Farmsen-Berne | Andreasweg                      |
| Anneliese-Tuchel-Weg (Lage)     | A754               | 0180                   | Anneliese Tuchel (1926–2000), Buchhändlerin | 2017                | | Anneliese-Tuchel-Weg            |
| Aspersort (Lage)                | A484               | 0280                   | nach einem Flurnamen (Aspe = Espe, Ort = Winkel, Spitze)                                                                                           | 1926                | | Aspersort                       |
| August-Krogmann-Straße (Lage)   | A517               | 2075                   | August Krogmann (1865–1924), Gemeindevorsteher in Farmsen von 1904 bis 1919                                                                        | 1926                | westliche Straßenhälfte zwischen Pezolddamm und Haus Nr. 190 in Bramfeld | August-Krogmann-Straße          |
| Balkenstücken (Lage)            | B038               | 0140                   | nach einem Flurnamen | 1949                | Balken sind Ackerstücke, die nicht mit anderen Äckern gleichzeitig bearbeitet werden können. | Balkenstücken                   |
| Barenkrug (Lage)                | B056               | 0610                   | nach einem Flurnamen (Bar = Eber, Krug = entlegener Acker)                                                                                         | 1921                | Die Straße verläuft komplett im Stadtteil, nur die Grundstücke Nr. 16 und 16a (Gyula-Trebitsch-Schule) liegen in Tonndorf. | Barenkrug                       |
| Beim Farenland (Lage)           | B204               | 0740                   | nach einem Flurnamen, der auf ein mit Farn bewachsenes Stück Land hinweist                                                                         | 1925                | | Beim Farenland                  |
| Beim Lehmbrook (Lage)           | B214               | 0250                   | nach einem Flurnamen | 1935                | | Beim Lehmbrook                  |
| Bekassinenau (Lage)             | B228               | 0250 (im Stadtteil)    | nach dem gleichnamigen Schnepfenvogel | 1950                | südlich der U-Bahn-Gleise in Rahlstedt | Bekassinenau                    |
| Bekassinenaubrücke (Lage)       | –                  | 0050 (im Stadtteil)    | in Anlehnung an die Straße Bekassinenau | 1960                | lt. Straßenverzeichnis nur in Farmsen-Berne, lt. Grundkarte kurzer südlicher Teil jenseits der Gleise in Rahlstedt, überquert im Zuge der Bekassinenau die Gleise der U 1. | Bekassinenaubrücke              |
| Berberweg (Lage)                | B248               | 0085                   | nach der gleichnamigen Pferderasse | 1967                | Motivgruppe: „Pferdesport“ | Berberweg                       |
| Berner Allee (Lage)             | B279               | 1535                   | nach der Lage im Stadtteil | 1925                | | Berner Allee                    |
| Berner Brücke (Lage)            | B248               | 0080 (im Stadtteil)    | nach Funktion und Lage im Stadtteil | 1962                | nicht nur eine Brücke, sondern ein ganzer Straßenzug; südlich der U-Bahn-Gleise in Rahlstedt | Berner Brücke                   |
| Berner Gutsweg (Lage)           | B281               | 0370                   | nach der Funktion zum Gut Berne führend | 1949                | | Berner Gutsweg                  |
| Berner Heerweg (Lage)           | B282               | 5740                   | nach der Lage im Stadtteil | 1945                | Die Straße verläuft komplett im Stadtteil, lediglich das Grundstück mit der Hausnummer 190 liegt laut Straßenverzeichnis in Rahlstedt. Ab 1898: Hauptstraße, zwischen 1933 und 1945: Adolf-Hitler-Straße.                                                                                | Berner Heerweg                  |
| Berner Koppel (Lage)            | B283               | 0335                   | nach der Lage im Stadtteil | 1949                | | Berner Koppel                   |
| Bienenkamp (Lage)               | B311               | 0040 (im Stadtteil)    | frei gewählter Name | 1950                | In Farmsen-Berne liegt nur die nördliche Straßenhälfte zwischen Wittreem und Am Berner Wald, ansonsten in Sasel. | Bienenkamp                      |
| Birckholtzweg (Lage)            | B357               | 0525                   | Jonny Birckholtz (1877–1937), Gemeindevorsteher in Farmsen                                                                                         | 1967                | | Birckholtzweg                   |
| Bisamweg (Lage)                 | B155               | 0155                   | nach dem gleichnamigen Nagetier | 1950                | Motivgruppe: „Pelztiere“ | Bisamweg                        |
| Blakshörn (Lage)                | B382               | 0835                   | nach einem Flurnamen | 1929                | | Blakshörn                       |
| Bramfelder Weg (Lage)           | B545               | 1105                   | Hamburger Stadtteil Bramfeld | 1898                | | Bramfelder Weg                  |
| Brückenstieg (Lage)             | B629               | 0530                   | nach der Funktion als Verbindungsweg zwischen der Busbrookbrücke und der Bekassinenaubrücke                                                        | 1949                | Fußweg | Brückenstieg                    |
| Buchnerweg (Lage)               | B666               | 0355                   | Heinrich Buchner (1871–1946), Gemeindevorsteher in Farmsen von 1924 bis 1930                                                                       | 1966                | | Buchnerweg                      |
| Bullskamp (Lage)                | B701               | 0570                   | Farmsener Bauernfamilie Bull | 1921                | Die Bulls verkauften 1899 ihren Hof an die Stadt Hamburg, die dort ein Pflegeheim errichtete. | Bullskamp                       |
| Busbrookbrücke (Lage)           | –                  | 0030 (im Stadtteil)    | nach einem Flurnamen | 1964                | überquert die Gleise der U 1 beim Bahnhof Berne; östlicher Teil in Rahlstedt | Busbrookbrücke                  |
| Busbrookhöhe (Lage)             | B750               | 0620                   | in Anlehnung an die Busbrookbrücke | 1968                | | Busbrookhöhe                    |
| Buschhägen (Lage)               | B726               | 0135                   | nach einem Flurnamen | 1932                | | Buschhägen                      |
| Charlie-Mills-Straße (Lage)     | C089               | 0255                   | Charlie Mills (1888–1972), Trabrennfahrer | 1996                | Motivgruppe: „Pferdesport“ | Charlie-Mills-Straße            |
| De Beern (Lage)                 | D047               | 0440                   | nach einer 1296 erstmals erwähnten niederdeutschen Bezeichnung für Berne                                                                           |                     | | De Beern                        |
| Dorothea-Buck-Straße (Lage)     | D                  | 0315                   | Dorothea Buck (1917–2019), Bildhauerin | 2022                | vorher: Emmy-Püttjer-Straße; die Umbenennung erfolgte wegen der Nähe Püttjers zum Nationalsozialismus | Dorothea-Buck-Straße            |
| Dwasweg (Lage)                  | D242               | 0165                   | nach einem Flurnamen | 1925                | niederdeutsch dwa(r)s = quer | Dwasweg                         |
| Ebeersreye (Lage)               | E001               | 0425                   | nach einem Flurnamen | 1911                | Ebeer = Adebar, Rei, Reie oder Reye ist ein kleiner Wasserlauf | Ebeersreye                      |
| Ebeersweg (Lage)                | E002               | 0160                   | in Anlehnung an die Ebeersreye | 2002                | | Ebeersweg                       |
| Eckerkoppel (Lage)              | E013               | 1245 (im Stadtteil)    | nach einem Flurnamen | 1950                | westlich der Schule Traberweg in Wandsbek | Eckerkoppel                     |
| Eckerwiese (Lage)               | E335               | 0200                   | in Anlehnung an die Eckerkoppel | 2002                | | Eckerwiese                      |
| Eckweg (Lage)                   | E020               | 0275                   | nach dem geknickten Verlauf der Straße | vor 1938            | | Eckweg                          |
| Eggersweide (Lage)              | E042               | 0675                   | nach der vom 17. bis ins 20. Jahrhundert in Farmsen lebenden Bauernfamilie Eggers                                                                  | 1967                | | Eggersweide                     |
| Eichstück (Lage)                | E069               | 0065                   | nach dem Flurnamen Eichstück (oder Eckstück), der bereits in der ersten Hälfte des 17. Jahrhunderts erwähnt wurde                                  | 1951                | | Eichstück                       |
| Erpmannstieg (Lage)             | E232               | 0140                   | nach der Familie Erpmann, im 14. Jahrhundert Mitbesitzerin von Farmsen                                                                             | 1957                | | Erpmannstieg                    |
| Falbenweg (Lage)                | F013               | 0125                   | nach dem gleichnamigen Pferd | 1967                | Motivgruppe: „Pferdesport“ | Falbenweg                       |
| Falkenhorst (Lage)              | F019               | 0470                   | nach dem Nest (Horst) des Falken | 1947                | | Falkenhorst                     |
| Farenlandstieg (Lage)           | F289               | 0170                   | in Anlehnung an die Straße Beim Farenland | 1968                | | Farenlandstieg                  |
| Farmsener Höhe (Lage)           | F033               | 0555                   | nach der erhöhten Lage im Stadtteil | 1932                | | Farmsener Höhe                  |
| Feldschmiede (Lage)             | F066               | 0560                   | zur Erinnerung an ein bei Bauarbeiten freigelegtes, aus dem 1. bis 3. Jahrhundert stammendes Dorf namentlich nicht bekannter Elbsweben             | 1954                | Motivgruppe: „Swebendorf“ | Feldschmiede                    |
| Fischotterstieg (Lage)          | F136               | 0210                   | nach dem gleichnamigen Pelztier | 1955                | Motivgruppe: „Pelztiere“ | Fischotterstieg                 |
| Fohlenweide (Lage)              | F178               | 0265                   | nach der ehemaligen Nutzung | 1967                | Motivgruppe: „Pferdesport“ | Fohlenweide                     |
| Friedrich-Ebert-Damm (Lage)     | F230               | 0805                   | Friedrich Ebert (1871–1925), SPD-Politiker | 1945                | vor 1945: Grüner Weg, Adolf-Hitler-Damm; westlich der Straße Am Stadtrand in Wandsbek, zwischen Am Stadtrand und Tegelweg in Tonndorf, östlich des Tegelwegs in Farmsen-Berne | Friedrich-Ebert-Damm            |
| Große Wiese (Lage)              | G274               | 0220                   | nach einem Flurnamen | 1947                | | Große Wiese                     |
| Günter-Püstow-Straße (Lage)     | G508               | 0465                   | Günter Püstow (1930–2008), Straßenbauermeister | 1951                | Püstow war 27 Jahre 1. Vorsitzender des Farmsener Turnvereins von 1926, außerdem Gründer des Freundeskreises Pflegeheim Farmsen und 25 Jahre dessen 1. Vorsitzender. Foto der Grabstätte auf dem Friedhof Volksdorf                                                                      | Günter-Püstow-Straße            |
| Gutswisch (Lage)                | G352               | 0145                   | nach einer zum Gut Berne gehörenden Wiese (niederdeutsch Wisch)                                                                                    | 1953                | | Gutswisch                       |
| Hagebökenholt (Lage)            | H033               | 0140                   | nach einem Flurnamen | 1950                | niederdeutsch Hagebökenholt = Hagebuchenholz | Hagebökenholt                   |
| Hasenböge (Lage)                | H167               | 0320                   | nach einem Flurnamen | 1937                | Hase leitet sich hier von Hass ab und bedeutet Moor oder Sumpf. | Hasenböge                       |
| Heidekrautweg (Lage)            | H719               | 0085                   | in Anlehnung an den Heidewinkel | 1972                | | Heidekrautweg                   |
| Heidewinkel (Lage)              | H249               | 0210                   | nach dem Verlauf der Straße in der ehemaligen Saselheide                                                                                           | vor 1940            | | Heidewinkel                     |
| Hermelinweg (Lage)              | H709               | 0200                   | nach dem gleichnamigen Raubtier | 1970                | Motivgruppe: „Pelztiere“ | Hermelinweg                     |
| Heuorts Land (Lage)             | H821               | 0305                   | nach einem Flurnamen | 1998                | | Heuorts Land                    |
| Hohenberne (Lage)               | H548               | 0745                   | nach einem Flurnamen | 1922                | | Hohenberne                      |
| Hollstücken (Lage)              | H578               | 0140                   | nach einem Flurnamen | 1949                | | Hollstücken                     |
| Hopfenhof (Lage)                | H620               | 0215                   | nach dem Flurnamen Hoppenhof | 1932                | | Hopfenhof                       |
| Hornissenweg (Lage)             | H641               | 0410                   | nach dem gleichnamigen Insekt | 1945                | | Hornissenweg                    |
| Hörstenstieg (Lage)             | H513               | 0110                   | in Anlehnung an die Straße In den Hörsten | 1949                | | Hörstenstieg                    |
| Hudlemstraße (Lage)             | H656               | 0240                   | Hamburger Familie Hudlem, Besitzerin von Farmsen im 16. Jahrhundert                                                                                | 1933                | | Hudlemstraße                    |
| Iltisstieg (Lage)               | I023               | 0120                   | nach dem gleichnamigen Raubtier | 1937                | Motivgruppe: „Pelztiere“ | Iltisstieg                      |
| Immenkamp (Lage)                | I064               | 0255                   | nach einem Flurnamen unter Verweis auf die früher hier vorhandenen Bienenvölker                                                                    | 1937                | | Immenkamp                       |
| In den Hörsten (Lage)           | I079               | 0295                   | nach der Flurbezeichnung In den Horsten, die einen trockenen Platz auf einer Wiese oder einen Gestrüppwald meint                                   | 1933                | | In den Hörsten                  |
| In den Saal (Lage)              | I080               | 0315                   | nach einem Flurnamen | 1922                | Ein Saal ist eine künstliche oder natürliche Viehtränke auf einem Feld. | In den Saal                     |
| Ivo-Hauptmann-Ring (Lage)       | I134               | 0435                   | Ivo Hauptmann (1886–1973), Maler | 1987                | | Ivo-Hauptmann-Ring              |
| Johannes-Frömming-Straße (Lage) | J141               | 0105 (im Stadtteil)    | Johannes Frömming (1910–1996), Trabrennsportler | 1999                | Ab der Straße Am Stadtrand liegt die südliche Straßenhälfte für ca. 55 Meter in Tonndorf, die nördliche Hälfte befindet sich in Wandsbek, auf weiteren ca. 35 Metern befindet sich die Straße komplett in Tonndorf, ehe sie vollständig auf das Gebiet von Farmsen-Berne übergeht.       | Johannes-Frömming-Straße        |
| Karlshöher Weg (Lage)           | K081               | 0650                   | nach dem ehemaligen Hof „Bramfelderheide“, der von seinem damaligen Besitzer Carl Reimers in „Carlshöhe“ umbenannt wurde                           | 1870                | | Karlshöher Weg                  |
| Karstenskoppel (Lage)           | K609               | 0190                   | nach der in Farmsen ansässigen Familie Karstens | 1989                | | Karstenskoppel                  |
| Kathenkoppel (Lage)             | K103               | 0530                   | nach einem Flurnamen | vor 1938            | | Kathenkoppel                    |
| Kiebitzhegen (Lage)             | K149               | 0235                   | nach der gleichnamigen Vogelart | 1962                | | Kiebitzhegen                    |
| Kleine Wiese (Lage)             | K242               | 0250                   | nach einem Flurnamen | 1927                | | Kleine Wiese                    |
| Kolkwiese (Lage)                | K347               | 0290                   | nach einem Flurnamen mit zwei unterschiedlichen Bedeutungen: Kolk kann ein kleiner Teich, aber auch eine Vertiefung durch einen Wasserstrudel sein | 1954                | | Kolkwiese                       |
| Kornpfad (Lage)                 | K381               | 0335                   | nach einem Flurnamen | 1922                | | Kornpfad                        |
| Krautgraben (Lage)              | K409               | 0255                   | nach einem Flurnamen | 1947                | | Krautgraben                     |
| Kroneweg (Lage)                 | K547               | 0165                   | Christian Krone (1878–1965), Gemeindevorsteher in Farmsen                                                                                          | 1972                | | Kroneweg                        |
| Krumbeksweg (Lage)              | K462               | 0140                   | Ritter Marquard von Crumbeke, im 14. Jahrhundert Besitzer des Dorfes Farmsen                                                                       | 1933                | | Krumbeksweg                     |
| Kuhkoppel (Lage)                | K493               | 0255                   | nach einem Flurnamen | 1925                | | Kuhkoppel                       |
| Kupferdamm (Lage)               | K507               | 1265                   | nach der Mitte des 19. Jahrhunderts hier betriebenen Kupferschmelze                                                                                | 1873                | | Kupferdamm                      |
| Kupferdammbrücke (Lage)         | –                  | 0020                   | in Anlehnung an den Kupferdamm | 1898                | überquert im Zuge des Kupferdamms die Mündung der Berner Au in den Kupferteich | Kupferdammbrücke                |
| Lange Koppel (Lage)             | L029               | 0130                   | nach einem Flurnamen | 1927                | | Lange Koppel                    |
| Langenbeern (Lage)              | L036               | 0275                   | nach einem Flurnamen | 1949                | Beern ist die frühere Schreibweise für Berne; nördliche Straßenhälfte in Sasel | Langenbeern                     |
| Lehmbrookweg (Lage)             | L106               | 0065                   | nach einem Flurnamen, der auf Lehmvorkommen und Ziegeleien hinweist                                                                                | 1935                | | Lehmbrookweg                    |
| Lienaustraße (Lage)             | L171               | 0345                   | Daniel Lienau (1739–1816), Hamburger Senator und Bürgermeister                                                                                     | 1927                | | Lienaustraße                    |
| Mahlhaus (Lage)                 | M015               | 0475                   | zur Erinnerung an ein bei Bauarbeiten freigelegtes, aus dem 1. bis 3. Jahrhundert stammendes Dorf namentlich nicht bekannter Elbsweben             | 1954                | Motivgruppe: „Swebendorf“ | Mahlhaus                        |
| Marie-Bautz-Weg (Lage)          | M461               | 0200                   | Marie Bautz (1879–1929), SPD-Politikerin | 2017                | | Marie-Bautz-Weg                 |
| Max-Herz-Ring (Lage)            | M430               | 1215                   | Max Herz (1905–1965), Kaufmann und Unternehmer | 1996                | Herz war ein maßgeblicher Förderer der ehemaligen Trabrennbahn Farmsen. Motivgruppe: „Pferdesport“ | Max-Herz-Ring                   |
| Meiendorfer Mühlenweg (Lage)    | M115               | 0880 (im Stadtteil)    | nach dem Weg der Meiendorfer Bauern zur Alten Mühle in Bergstedt                                                                                   | 1950                | Bis Langenbeern liegt die Straße vollständig in Sasel, zwischen Langenbeern und Andreasweg nur die östliche bzw. nördliche Straßenhälfte, westliche bzw. östliche Seite in Farmsen-Berne, zwischen Andreasweg und Saselheider Straße komplett dort.                                      | Meiendorfer Mühlenweg           |
| Meiendorfer Stieg (Lage)        | M116               | 0400                   | Meiendorf, Ortsteil von Rahlstedt | 1922                | | Meiendorfer Stieg               |
| Meilerstraße (Lage)             | M120               | 0330                   | zur Erinnerung an ein bei Bauarbeiten freigelegtes, aus dem 1. bis 3. Jahrhundert stammendes Dorf namentlich nicht bekannter Elbsweben             | 1954                | Motivgruppe: „Swebendorf“ | Meilerstraße                    |
| Meilskamp (Lage)                | M121               | 0600                   | nach dem ursprünglichen Flurnamen Eilskamp | 1926                | | Meilskamp                       |
| Melkweg (Lage)                  | M137               | 0205                   | in Anlehnung an die nahegelegene Straße Kuhkoppel                                                                                                  | 1925                | | Melkweg (HH-Farmsen-Berne)      |
| Moschlauer Kamp (Lage)          | M306               | 0485                   | nach einer Flurbezeichnung | 1925                | | Moschlauer Kamp                 |
| Nektarweg (Lage)                | N026               | 0310                   | nach der Bezeichnung für den Blütensaft | 1955                | | Nektarweg                       |
| Nerzweg (Lage)                  | N030               | 0335                   | nach dem gleichnamigen Raubtier | 1950                | Motivgruppe: „Pelztiere“ | Nerzweg                         |
| Neusurenland (Lage)             | N092               | 1480 (im Stadtteil)    | in Anlehnung an die Straße Surenland | 1937                | westlich der Osterbek in Bramfeld | Neusurenland (HH-Farmsen-Berne) |
| Nigen Rägen (Lage)              | N125               | 0190                   | nach einem Flurnamen | 1932                | Ein „Rägen“ ist ein langgezogener Buschstreifen. | Nigen Rägen                     |
| Nutriaweg (Lage)                | N182               | 0150                   | nach der gleichnamigen Nagetierart | 1955                | Motivgruppe: „Pelztiere“ | Nutriaweg                       |
| Ophof (Lage)                    | O108               | 0200                   | nach dem aus dem 17. Jahrhundert stammenden Flurnamen Uphave                                                                                       | 1832                | | Ophof                           |
| Ortsteinweg (Lage)              | O120               | 0250                   | zur Erinnerung an ein bei Bauarbeiten freigelegtes, aus dem 1. bis 3. Jahrhundert stammendes Dorf namentlich nicht bekannter Elbsweben             | 1954                | Motivgruppe: „Swebendorf“ | Ortsteinweg                     |
| Overland (Lage)                 | O174               | 0090                   | nach einem Flurnamen | 1964                | | Overland                        |
| Pezolddamm (Lage)               | P090               | 0550 (im Stadtteil)    | Joh. Eusebius Pezold (1735–1818), dänischer Landvermesser, fertigte 1771 eine Flurkarte von Bramfeld                                               | 1950                | südliche Straßenhälfte zwischen Kreuzung Karlshöhe/August-Krogmann-Straße bis zum östlichen Ende in Farmsen-Berne, ansonsten in Bramfeld | Pezolddamm                      |
| Pferdekoppel (Lage)             | P101               | 0360                   | nach einem Flurnamen | 1927                | | Pferdekoppel                    |
| Plattenfoort (Lage)             | P139               | 0165                   | nach dem Flurnamen Platenfohrt, einer mit Steinplatten ausgelegten seichten Furt                                                                   | 1953                | Fußweg | Plattenfoort                    |
| Ponyweg (Lage)                  | P161               | 0085                   | nach dem gleichnamigen kleinen Pferd | 1967                | Motivgruppe: „Pferdesport“ | Ponyweg                         |
| Pulverhofsweg (Lage)            | P214               | 0930 (im Stadtteil)    | nach einer hier früher gelegenen Pulvermühle | 1921                | ab Hausnummer 96 in östlicher Richtung in Tonndorf | Pulverhofsweg                   |
| Rahlstedter Weg (Lage)          | R029               | 1270 (im Stadtteil)    | Hamburger Stadtteil Rahlstedt | 1899                | zwischen Friedrich-Ebert-Damm und dem südlichen Ende des Gutsteichs vollständig im Stadtteil, südlich davon bis ca. Hausnummer 124 nur die westliche Straßenhälfte, östliche Straßenhälfte bis zum Ende in Rahlstedt, westliche Straßenhälfte ab Hausnummer 126 bis zum Ende in Tonndorf | Rahlstedter Weg                 |
| Rappenstieg (Lage)              | R047               | 0310                   | nach dem gleichnamigen Pferd | 1967                | Motivgruppe: „Pferdesport“ | Rappenstieg                     |
| Reiterstieg (Lage)              | R144               | 0150                   | nach dem Begriff aus dem Pferdesport | 1967                | Motivgruppe „Pferdesport“ | Reiterstieg                     |
| Röhlstieg (Lage)                | R234               | 0120                   | nach dem Familiennamen eines Pächters des Guts Berne im 17. Jahrhundert                                                                            | 1956                | Fußweg | Röhlstieg                       |
| Rokeshöhe (Lage)                | R264               | 0140                   | nach dem bereits 1296 erwähnten Dorf Rokesbarg, das in dieser Gegend lag und um 1500 untergegangen ist                                             | 1949                | | Rokeshöhe                       |
| Rönk (Lage)                     | R237               | 0530                   | nach einem Flurnamen | 1955                | Für den Begriff „Rönk“ existieren zwei Deutungsmöglichkeiten: zum einen ein abgeschlagener Baumstamm, zum anderen könnte auch Graben oder Rinne gemeint sein. | Rönk                            |
| Rönkkoppel (Lage)               | R238               | 0575                   | nach einem Flurnamen (siehe Rönk) | 1932                | | Rönkkoppel                      |
| Rooksbarg (Lage)                | R274               | 0150                   | nach dem bereits 1296 erwähnten Dorf Rokesbarg, das in dieser Gegend lag und um 1500 untergegangen ist                                             | 1925                | | Rooksbarg                       |
| Roter Hahn (Lage)               | R313               | 0460                   | nach einem Flurnamen | vor 1938            | | Roter Hahn                      |
| Sandstücken (Lage)              | S049               | 0445                   | nach einem Flurnamen (Ackerstück mit sandigem Boden)                                                                                               | 1932                | | Sandstücken                     |
| Saseler Straße (Lage)           | S069               | 0695 (im Stadtteil)    | Hamburger Stadtteil Sasel | vor 1948            | südlich der Bahngleise in Rahlstedt | Saseler Straße                  |
| Saseler Straßenbrücke (Lage)    | –                  | 0035 (im Stadtteil)    | in Anlehnung an die Saseler Straße | 1905                | überquert im Zuge der Saseler Straße die Gleise der U 1; südlicher Teil in Rahlstedt | Saseler Straßenbrücke           |
| Saselheider Straße (Lage)       | S071               | 0810                   | nach dem früheren Hof „Saselheide“ | vor 1940            | | Saselheider Straße              |
| Saselheider Weg (Lage)          | S072               | 0635                   | nach dem früheren Hof „Saselheide“ | 1925                | | Saselheider Weg                 |
| Schimmelweg (Lage)              | S174               | 0230                   | nach dem gleichnamigen weißen Pferd | 1967                | Motivgruppe: „Pferdesport“ | Sulkyweg                        |
| Schloßkoppel (Lage)             | S215               | 0420                   | nach dem im Volksmund als Schloß bezeichneten Herrenhaus des Guts Berne                                                                            | 1947                | | Schloßkoppel                    |
| Spannstücken (Lage)             | S527               | 0140                   | nach einem Flurnamen | 1949                | | Spannstücken                    |
| Spannwisch (Lage)               | S856               | 0225                   | nach einem Flurnamen | 1973                | | Spannwisch                      |
| St. Jürgenstraße (Lage)         | S572               | 0440                   | Hospital St. Georg (auch St. Jürgen genannt), das von 1375 bis 1830 Besitzer von Berne war                                                         | 1929                | | St. Jürgenstraße                |
| Stuhtsweg (Lage)                | S774               | 0230                   | nach der alteingesessenen Bauernfamilie Stuht | 1933                | | Stuhtsweg                       |
| Sulkyweg (Lage)                 | S808               | 0355                   | nach dem gleichnamigen Pferdefuhrwerk | 1967                | Motivgruppe: „Pferdesport“ | Sulkyweg                        |
| Surenland (Lage)                | S813               | 0410                   | nach einem Flurnamen | 1932                | niederdeutsch su(u)r = sauer | Surenland                       |
| Swartenhorst (Lage)             | S821               | 0100 (im Stadtteil)    | nach einem Flurnamen | vor 1938            | niederdeutsch swart/swatt = schwarz nördlich der Osterbek in Bramfeld | Swartenhorst (HH-Farmsen-Berne) |
| Swebenbrunnen (Lage)            | S823               | 0850                   | zur Erinnerung an ein bei Bauarbeiten freigelegtes, aus dem 1. bis 3. Jahrhundert stammendes Dorf namentlich nicht bekannter Elbsweben             | 1954                | Motivgruppe: „Swebendorf“ | Swebenbrunnen                   |
| Swebengrund (Lage)              | S824               | 0215                   | zur Erinnerung an ein bei Bauarbeiten freigelegtes, aus dem 1. bis 3. Jahrhundert stammendes Dorf namentlich nicht bekannter Elbsweben             | 1954                | Motivgruppe: „Swebendorf“ | Swebengrund                     |
| Swebenhöhe (Lage)               | S825               | 0485                   | zur Erinnerung an ein bei Bauarbeiten freigelegtes, aus dem 1. bis 3. Jahrhundert stammendes Dorf namentlich nicht bekannter Elbsweben             | 1954                | Motivgruppe: „Swebendorf“ | Swebenhöhe                      |
| Tegelweg (Lage)                 | T040               | 2535 (im Stadtteil)    | nach ehemals dort gelegenen Ziegeleien | 1945                | niederdeutsch Tegel = Ziegel nördlich der Osterbek in Bramfeld; von 1933 bis 1945: Hermann-Göring-Straße | Tegelweg                        |
| Traberweg (Lage)                | T144               | 0635                   | nach den zum Trabrennen eingesetzten Pferderassen                                                                                                  | 1948                | Motivgruppe: „Pferdesport“ | Traberweg                       |
| Turnierstieg (Lage)             | T185               | 0190 (im Stadtteil)    | nach dem gleichnamigen Begriff aus dem Pferdesport                                                                                                 | 1967                | Motivgruppe: „Pferdesport“ westlich der Osterbek in Bramfeld | Turnierstieg                    |
| Volzekenweg (Lage)              | V088               | 0110                   | Brüder Hans und Klaus Volzeken, ab 1325 Besitzer von Berne                                                                                         | 1935                | | Volzekenweg                     |
| Vom-Berge-Weg (Lage)            | V089               | 0635                   | nach der Familie vom Berge, die um 1347 Besitzer von Berne war                                                                                     | 1948                | | Vom-Berge-Weg                   |
| Wagnerkoppel (Lage)             | W013               | 0410                   | nach der alteingesessenen Farmsener Familie Wagner                                                                                                 | 1955                | | Wagnerkoppel                    |
| Walter-Heitmann-Straße (Lage)   | W513               | 0135                   | Walter Heitmann (1904–1990), Trabrennfahrer | 1996                | Motivgruppe: „Pferdesport“ | Walter-Heitmann-Straße          |
| Wegelstück (Lage)               | W116               | 0060                   | nach einem Flurnamen | 1950                | Wegel ist die Diminutivform von Weg, kann aber auch Furt bedeuten. In unmittelbarer Nähe befindet sich die Quelle der Osterbek. | Wegelstück                      |
| Weiselweg (Lage)                | W147               | 0180                   | nach einer Bezeichnung für die Bienenkönigin | 1956                | | Weiselweg                       |
| Weissenhof (Lage)               | W148               | 0535                   | nach einer Flurbezeichnung von 1797, möglicherweise zurückzuführen auf eine ansässige Familie                                                      | 1955                | | Weissenhof                      |
| Wildbahn (Lage)                 | W258               | 0250                   | nach der Erzählung Auf der Wildbahn von Hermann Löns                                                                                               | 1950                | | Wildbahn                        |
| Wittreem (Lage)                 | W353               | 0190                   | nach einer Flurbezeichnung | 1946                | niederdeutsch Wittreem = weißer Streifen; westliche Straßenhälfte in Sasel | Wittreem                        |
| Zamenhofweg (Lage)              | Z002               | 0240                   | Ludwik Lejzer Zamenhof (1859–1917), russischer Augenarzt und Begründer des Esperanto                                                               | 1960                | | Zamenhofweg                     |
| Zobelweg (Lage)                 | Z042               | 0255                   | nach der gleichnamigen Raubtierart | 1950                | Motivgruppe: „Pelztiere“ | Zobelweg                        |
| Zum Gutspark (Lage)             | Z052               | 0475                   | zur Erinnerung an das frühere Gut Berne | 1949                | | Zum Gutspark                    |